# Коле е Вале Валчимара (Мачерата)
Коле е Вале Валчимара (итал. Colle e Valle Valcimarra) насеље је у Италији у округу Мачерата, региону Марке.
Према процени из 2011. у насељу је живело 28 становника. Насеље се налази на надморској висини од 395 м.